# Triepeolus texanus
Triepeolus texanus är en biart som först beskrevs av Cresson 1878.  Triepeolus texanus ingår i släktet Triepeolus och familjen långtungebin. Inga underarter finns listade i Catalogue of Life.